# Couzeix
Couzeix (Aussprache [kuzɛks], okzitanisch Cosés) ist eine französische Kleinstadt mit 10.011 Einwohnern (Stand: 1. Januar 2022) im Département Haute-Vienne in der Region Nouvelle-Aquitaine. Sie gehört zum Arrondissement Limoges und zum Kanton Couzeix. Die Einwohner werden Couzeixois und Couzeixoises genannt.
Die Gemeinde erhielt 2023 die Auszeichnung „Drei Blumen“, die vom Conseil national des villes et villages fleuris (CNVVF) im Rahmen des jährlichen Wettbewerbs der blumengeschmückten Städte und Dörfer verliehen wird.

## Geographie
Couzeix liegt im Limousin, etwa sechs Kilometer nordwestlich von Limoges, das durch den Fluss Aurence von der Gemeinde getrennt wird. Der Ruisseau le Champy entwässert das südwestliche Gemeindegebiet und mündet in die Aurance. Der Ruisseau de Coyol entspringt auf dem Gebiet der Gemeinde und mündet dort als linker Nebenfluss in den Ruisseau le Champy.
Die Nachbargemeinden von Couzeix sind und Chaptelat im Nordosten, Limoges im Osten und Süden, Saint-Gence im Westen und Nieul im Nordwesten.
Durch die Gemeinde führt die frühere Route nationale 147.

## Bevölkerungsentwicklung
| Jahr                       | 1962 | 1968 | 1975 | 1982 | 1990 | 1999 | 2006 | 2012 | 2020 |
| Einwohner                  | 2540 | 3006 | 3958 | 5019 | 6151 | 6635 | 7418 | 8703 | 9612 |
| Quellen: Cassini und INSEE |      |      |      |      |      |      |      |      |      |

## Sehenswürdigkeiten
- Schloss Le Mas de l’Age, im 15. Jahrhundert errichtet, seit 1975 in Teilen als Monument historique eingeschrieben
- Pfarrkirche Sainte-Madeleine aus dem 11./12. Jahrhundert. Sie birgt zahlreiche Ausstattungsgegenstände, die in der Base Palissy gelistet sind, darunter eine große Anzahl, die als Monument historique der beweglichen Objekte eingeschrieben sind.
- Kapelle Saint-Martin, Ende des 18. Jahrhunderts errichtet
- Hippodrome de Texonnieras (1821 erbaut, 1970 modernisiert)

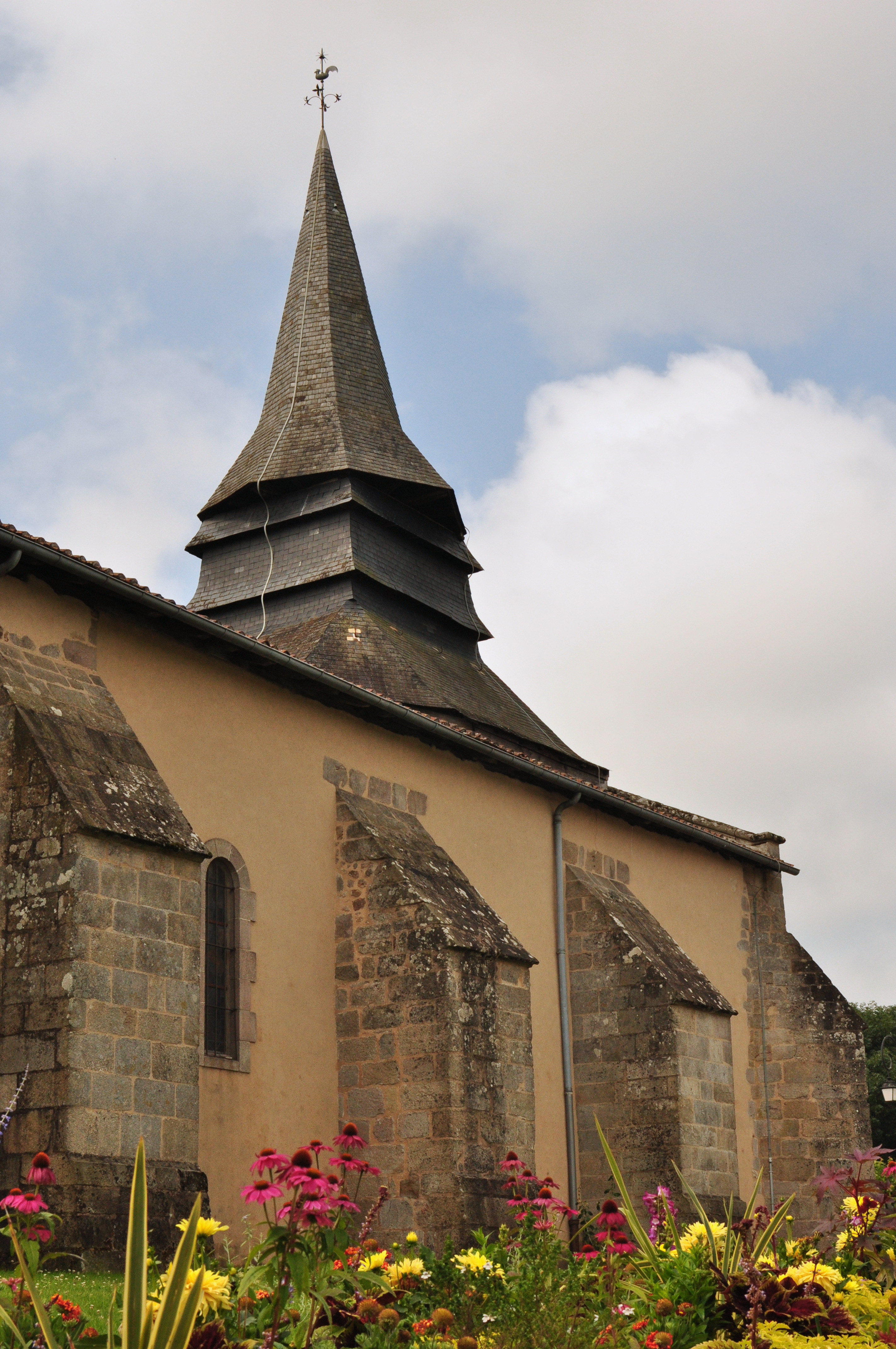
Pfarrkirche Sainte-Madeleine
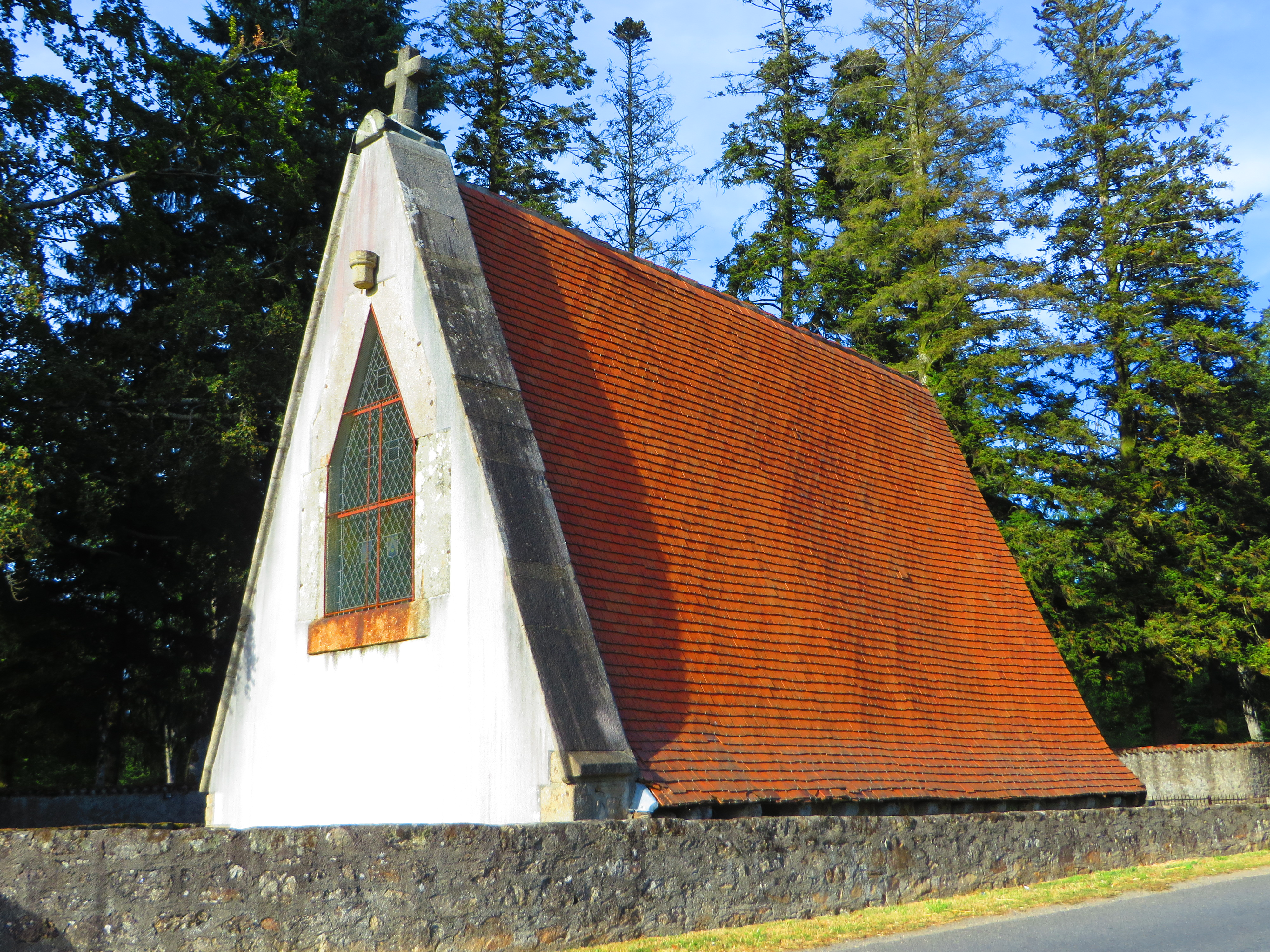
Kapelle Saint-Martin

## Gemeindepartnerschaften
- Oberasbach, Bayern (Mittelfranken), Deutschland
- Brisighella, Casola Valsenio und Riolo Terme, alle Provinz Ravenna (Emilia-Romagna), Italien